# Comptella devia
Comptella devia är en snäckart som först beskrevs av Suter 1908.  Comptella devia ingår i släktet Comptella och familjen purpursnäckor. Inga underarter finns listade i Catalogue of Life.